# Daniel O’Donoghue

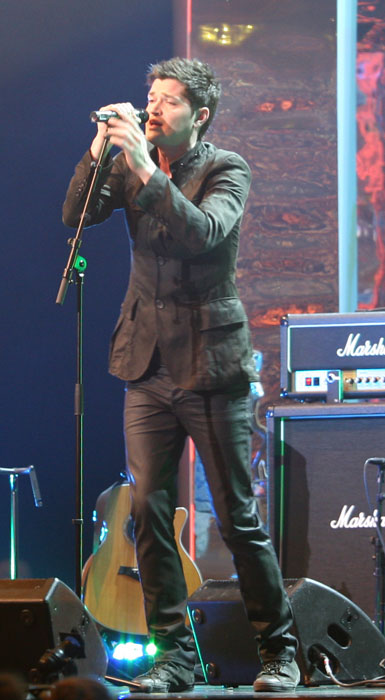
Daniel O’Donoghue

Daniel „Danny“ O’Donoghue (* 3. Oktober 1980 in Dublin, eigentlich Daniel John Mark Luke O’Donoghue) ist ein irischer Sänger und Songwriter der Band The Script. Seine Eltern sind irischer Abstammung, sein Großvater hat jedoch griechische Wurzeln. Seine Familie lebt seit drei Generationen in Irland. Er war in den ersten zwei Staffeln Jurymitglied und Coach in der britischen Gesangs-Castingshow The Voice UK, die auf BBC One ausgestrahlt wird.

## Karriere

### Mytown
Danny war Ende der 90er Jahre ein Mitglied der Band Mytown. Die Band unterzeichnete im Jahre 1999 einen Vertrag mit Universal Records für 15.000.000 Dollar. Er arbeitete auch als Produzent in den Vereinigten Staaten mit seinem heutigen Bandkollegen Mark Sheehan.

### The Script
Zusammen mit dem ebenfalls aus Dublin stammenden Schlagzeuger Glen Power gründeten Danny und Mark Sheehan 2001 die Band The Script.
Studioalben mit The Script
| Album                    | Jahr |
| ------------------------ | ---- |
| The Script               | 2008 |
| Science & Faith          | 2010 |
| #3                       | 2012 |
| No Sound Without Silence | 2014 |
| Freedom Child            | 2017 |
| Sunsets and Fullmoons    | 2019 |

Singles mit The Script
| Single                         | Jahr | Album                    |
| ------------------------------ | ---- | ------------------------ |
| We Cry                         | 2008 | The Script               |
| The Man Who Can’t Be Moved     | 2008 | The Script               |
| Breakeven (Falling to Pieces)  | 2008 | The Script               |
| Talk You Down                  | 2008 | The Script               |
| Before the Worst               | 2008 | The Script               |
| For the First Time             | 2010 | Science & Faith          |
| Nothing                        | 2010 | Science & Faith          |
| If You Ever Come Back          | 2011 | Science & Faith          |
| Science & Faith                | 2011 | Science & Faith          |
| Hall of Fame (feat. will.i.am) | 2012 | #3                       |
| If You Could See Me Now        | 2013 | #3                       |
| Superheroes                    | 2014 | No Sound Without Silence |
| No good in goodbye             | 2014 | No Sound without Silence |
| Man on a wire                  | 2015 | No Sound without Silence |